# Heyl Ha'Yam
Heyl Ha'Yam (Søkorps, hebraisk: חיל הים הישראלי) er Israels forsvars marineafdeling, opererende hovedsageligt i Middelhavet i vest og i Akababugten, Rødehavet og Suezbugten i syd. Søkorpsets øverstkommanderende er alúf Ram Rothberg.

## Flotiller

### 3. flotille
Missilbådsflotillen har sin hovedbase ved byen Haifa.
Flotillens skibe udgøres af:
- 2× Sa'ar 4-klassen
- 8× Sa'ar 4.5-klassen
- 3× Sa'ar 5-klassen

#### Flotillens hovedmål
- Forsvare israelske handelsskibe mod fjendtlige orlogsfartøjer.
- Bryde en mulig blokade af israelske søveje i krig.
- Blokering af fjendens søveje i krig.

### 7. flotille
Ubådsflotillen er en frivillig elite-enhed. Etableret i 1959.
- 3×1.925 tons Type 800 Dolfin tyske dieselelektriske ubåde. 2½ af dem var en gave fra den tyske stat[1].
  - Dolphin – 1998
  - Leviathan – 1999
  - Tekumah – 1999

Ubådene har fire usædvanlige 650 mm torpedorør foruden de seks almindelige 533 mm torpedorør. Det spekuleres i om Israel har AGM-142 Popeye Turbo krydsermissiler i disse 650 mm torpedorør med kernevåben.

#### Flotillens hovedmål
- Israels undervandsangrebsstyrker.
- Angreb på fjendens flådebaser.
- Indsamle informationssignaler (SIGINT).
- Støtteflåde for andre afdelinger.

### 13. flotille (Shayetet 13)
Marinekommandoens specialstyrker og antiterror-enheder.